# 王濛 (短道速滑运动员)
王濛（1984年7月9日—），女，黑龙江七台河市人，中国大陆短道速滑项目运动员。10岁时开始滑冰，毕业于哈尔滨体育学院。她是中国最成功的短道速滑運動員，在2届奥运会的短道速滑比赛中获得了4枚金牌，并且是获得短道速滑世锦赛金牌最多的女子运动员。

## 运动生涯

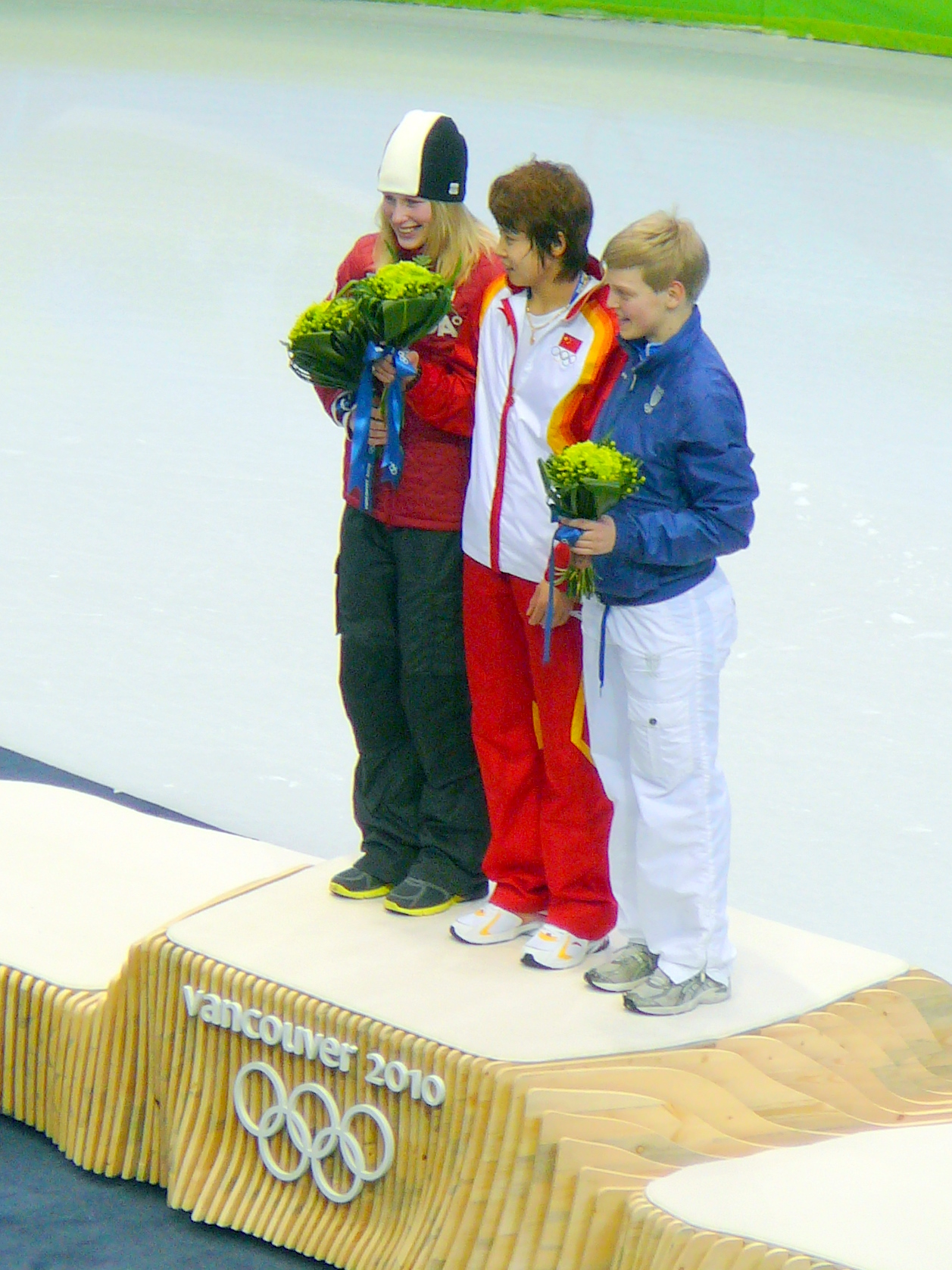
温哥华冬奥会短道速滑女子500米颁奖仪式，领奖台上的王濛（中间者）

2002年，王濛第一次参加世界青年锦标赛，就获得了女子500米冠军，成为中国第一位世界青年锦标赛冠军。2003年，王濛第一次参加世界锦标赛，与队友合作获得3000米接力冠军。2004年，王濛在世界杯上崭露头角，夺得了国内外数项比赛冠军。
2006年2月15日冬季奥运会中，短道速滑女子500米的小项中赢得中国代表团首枚金牌。同年，王濛帶領一眾師妹於加拿大蒙特利爾的短道速滑团体世锦赛不敵南韓，取得亞軍。次年，王濛在2007年冬季亞洲運動會中取得了短道速滑的1500米小項銅牌，因与当时新任国家队教练李琰意见不合，认为其训练方式不当，而起风波，曾表示「国家队不适合自己」。後來，与教练李琰充分接触、磨合后，适应了李琰的训练方式，而后奪得500米小項的金牌，从此，与李琰建立了亲密的师徒关系。十天左右後，王在世界杯匈牙利站的比賽中，以44秒158取得了女子500米小項的冠軍。
同年3月，國家體育總局宣佈王濛要「深刻反思錯誤，寫出書面檢查，並在全體大會上向全体運動員、教練員宣讀；檢查在媒體上公布；停止王濛参加今年短道速滑世界錦標賽和世界團體錦標賽資格」。2008年1月於齊齊哈爾進行的十一冬運會中，王在短道速滑一連奪得七面金牌，是歷屆全國冬季運動會中贏得最多金牌的運動員。後來於農曆正月初三中，王於第六站的世界盃賽事中以43.266秒奪得女子500米的金牌，並刷新了世界紀錄。
2008年10月，王濛於首站世界盃中先後在女人個人1000米與1500米小項奪得兩面金牌，並於女子3000米接力小項中與刘秋宏、张会、周洋以4分07秒179的成績打破世界紀錄。其後在11月時，她於中國分站(北京)的世界盃賽事中，先後在500米小項的淘汰賽與決賽兩破世界紀錄，時間為42秒609。翌年的十一運會，王濛包辦三個女子小項的所有金牌。2010年的溫哥華冬季奧運，她先後在500米賽事的預賽及半決賽兩度刷新奧運紀錄，並在決賽以43秒048的成績為中國奪得當屆賽事的第二面金牌。隨後在3000米接力賽中与队友周洋,张会,孙琳琳再下一城，摘下她於當屆奧運第二面個人金牌。在2月27日舉行的1000米比賽中力壓群芳，以1分29秒213的成績獲得冠軍，一屆奧運會獨攬三金，再加上她於上屆奧運的一面金牌，她在歷屆冬季奧運中合共贏得四金，超越了師姐楊揚奪得兩金的成績。2008年，王濛接连创下奇迹，成为短道女子500米世界第一人，开创了一个“濛时代”。

## 蒙冤禁赛
2011年7月24日晚，由于不满中国短道速滑队领队王春露多次克扣、挪用运动员奖金并私用，其与王濛和几名队友在青岛训练基地发生严重冲突，并导致王濛手部严重受伤。
在这个过程中，主教练李琰虽然与王春露有私人矛盾，但没有出面维护运动员的自身利益。2011年8月4日晚国家体育总局冬季运动管理中心宣布，撤销两届冬奥会冠军得主、短道速滑名将王濛国家队队长的职务，与参与冲突的另一位国家队队员刘显伟一同被取消国家队资格，调整回地方队，禁止其参加国内外体育赛事，并未有规定时限。

## 复出
2012年9月16日，王濛正式被允许复出。9月21日，在历经长达13个月的禁赛后重返赛场，在全国速滑联赛第二站（哈尔滨站）完成复出首秀。在短道速滑500米比赛中以44秒408夺冠；之后又率领黑龙江队夺得短道速滑3000米接力冠军。 10月19日-21日，她随国家队前往加拿大卡尔加里，参加新赛季短道速滑世界杯首站争夺，并夺得短道速滑500米冠军；10月22日，短道速滑世界杯卡尔加里站，以43秒240的成绩夺得了女子500米比赛冠军。世界杯蒙特利尔站赛场上蝉联500米桂冠，并与队友一起夺得3000米接力冠军。2012年，包揽2012-2013短道速滑世界杯六站女子500米比赛冠军。
2013年3月9日，王濛在匈牙利德布勒森短道速滑世锦赛女子500米中以43秒718夺冠，第六次获得该项目世锦赛冠军。这也是13年来中国队第12次获得该项目冠军。3月10日，王濛在匈牙利德布勒森短道速滑世锦赛女子1000米比赛中，以1分31秒549的成绩技压群芳，摘得了自己在该届世锦赛的第二枚金牌，这也是她该赛季1000米的首次胜利。11月16日晚，2013-2014赛季短道速滑世界杯最后一站在俄罗斯科洛姆纳展开第三日争夺，在女子500米A组决赛，冬奥会冠军王濛状态出色，以43秒110第一个冲线，实现了本赛季世界杯该项目的三连冠。
2014年1月16日，离索契冬奥会开幕只有22天的时候，在上海备战的王濛，在训练课上，由于主教练李琰强行要求运动员在不平的冰面上训练“以适应复杂冰面情况”，导致王濛与男队队友陈德全在滑行中意外发生碰撞后摔出赛道，造成右脚踝两根腓骨骨折，而无缘索契冬奥会。

## 赛场之后

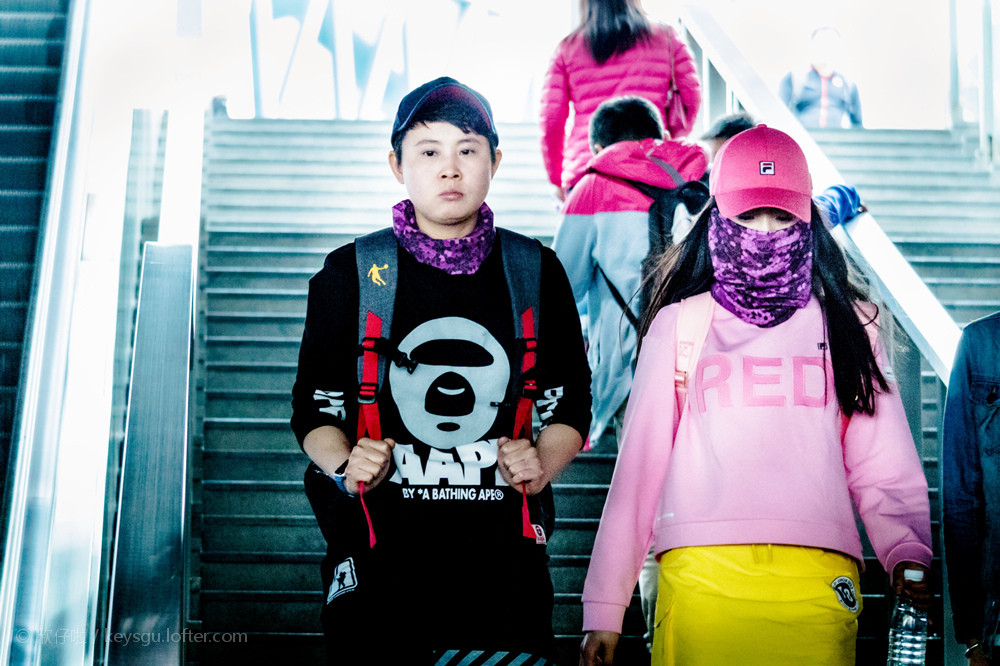
2016年，王濛（左）参与录制江苏卫视真人秀节目《非凡搭档》

2018年春王濛考虑再三，鼓起勇气给国家体育总局写了一封自荐信，希望担任国家短道速滑队教练。王濛说：“我的勇气来自体育改革，因为我感觉总局比以往更重视运动员和教练员，我想自己是不是也应该往上冲一冲。”
2018年5月，国家体育总局办公厅发布了《关于“奥运直通计划”速度滑冰国家集训队集训的通知》，通知上王濛的名字赫然在列，奥运短道4金王成为了这支国家集训队的主教练。在担任主教练的这段时间，王濛请回曾经在华执教多年、在2018年平昌冬奥会担任韩国短道速滑队主教练的金善台，并且聘任奥运6金王维克多·安担任中国短道速滑队技术教练。王濛在2020年5月因“不明原因”悄然下课，但其在国家队担任教练的这两年成绩有了明显进步。
2022年冬季奥林匹克运动会期间，王濛在咪咕视频与黄健翔搭档解说短道速滑比赛，因“唠嗑式解说”风格而走红，“我的眼睛就是尺”这句“金句”爆火并成为网络迷因。
2023年2月，王濛新媒体领域独家经纪公司影漪视界表示，王濛严重违反合同约定，擅自参加新媒体领域商业活动，且多次催告未有纠正，该公司已委托律师启动诉讼程序。2月23日下午5时，王濛工作室发布声明表示，《濛主来了》《运动者联濛》均系王濛个人衍生IP，并非影漪视界为王濛打造的综艺节目；影漪视界与王濛合作已于2022年10月9日到期，二者合作期间，影漪视界未足额支付合作款项，目前影漪视界仍对王濛拖欠巨额应结未结款项。

## 外部連結
- 王濛在国际奥林匹克委员会的资料
- 王濛的新浪微博